# 安蒂姆峰

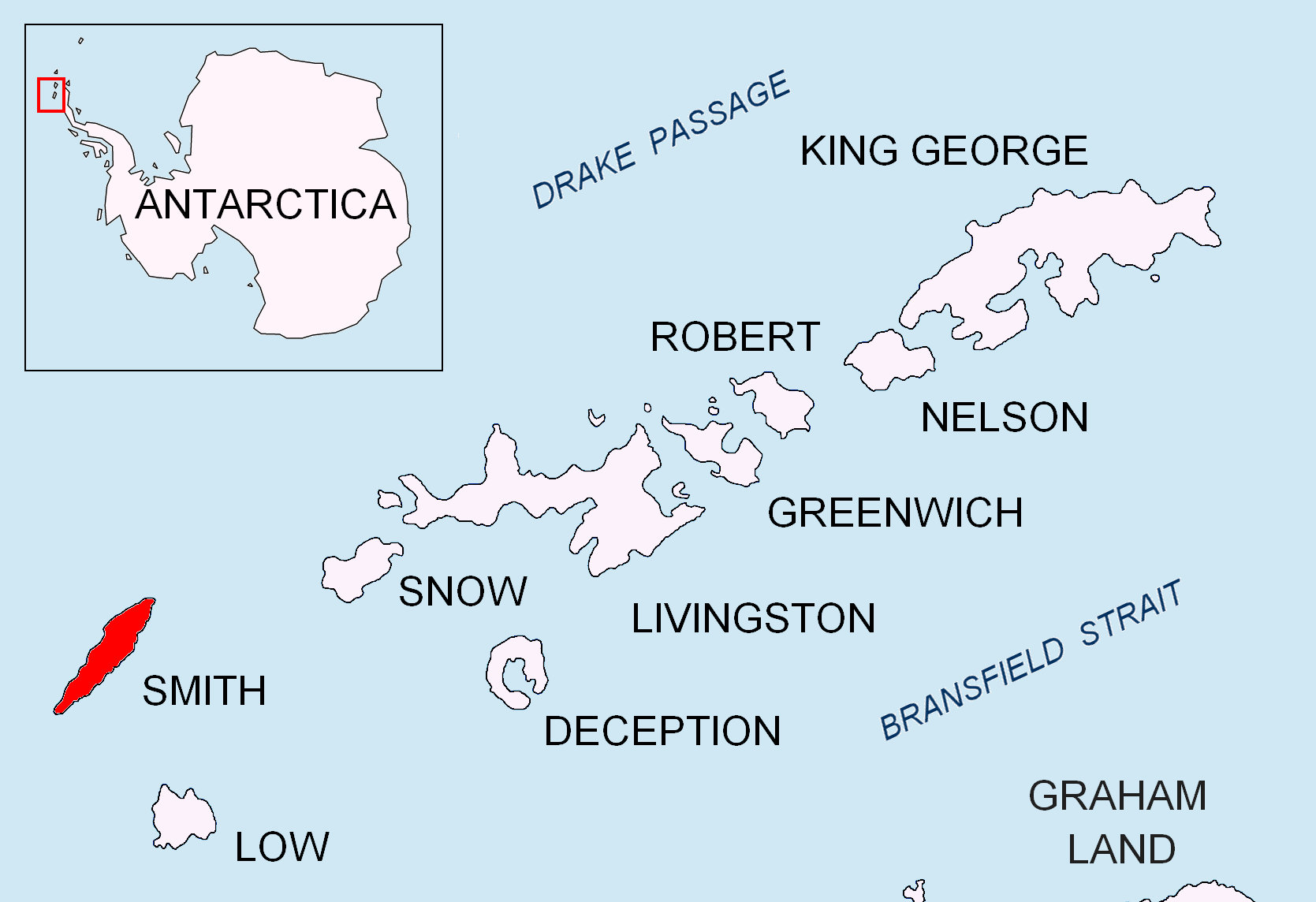

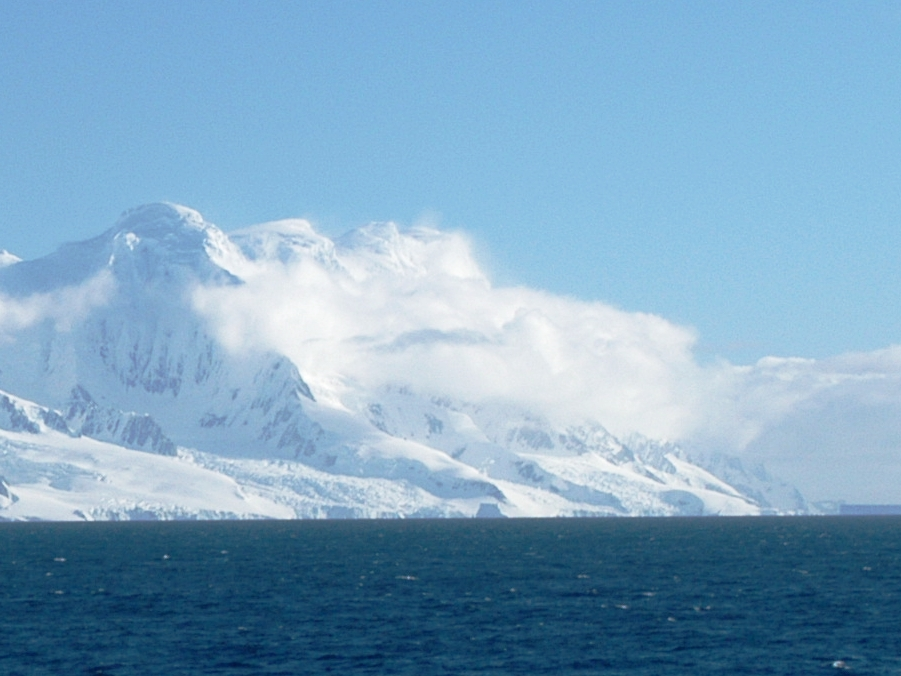

安蒂姆峰是南極洲的山峰，位於南設得蘭群島的史密斯島，屬於伊梅昂山脈的一部分，處於埃夫洛吉峰東北面1.3公里、皮斯加山西南面5.4公里和史密斯角西南面16公里，海拔高度2,080米。
62°58′36″S 62°30′12″W / 62.97667°S 62.50333°W

## 外部連結
- SCAR Composite Antarctic Gazetteer（页面存档备份，存于）